# Sommer-OL 1960
Sommer-OL 1960 blev afholdt i Rom, med sejlsportskonkurrencerne i Napoli. Det var første gang verden kunne følge med i OL i fjernsynet og for første gang fik atleterne en velsignelse af Paven. Dog ikke de ateistiske sovjetborgere, der ikke ville finde sig i det.
Legene blev endnu en ideologisk slåskamp mellem øst og vest med Sovjetunionen hyldet som vinder med 42 guldmedaljer.
OL i Rom signallerede et tronskifte i langdistanceløb. Den finske dominans måtte bøje sig for de østafrikanske løbere der begyndte at vise deres evner. Etiopiens Abebe Bikila vandt maratonløbet i bare fødder. 
Konkurrencen i svømning var intens og der blev sat olympiske rekorder i alle discipliner.
OL oplevede sin første dopingtragedie da den danske cykelrytter Knud Enemark kollapsede og døde under 100 km holdløbet.
En af fremtidens legender i bokseringen blev introduceret til verden. Cassius Clay vandt guld, han blev senere kendt som Muhammed Ali.
Danmarks fodboldlandshold vandt sølv og Paul Elvstrøm vandt sin fjerde guldmedalje i træk i finnjolle. 
Danske deltagere
- 107 mænd
- 12 kvinder

Danske medaljer i Rom 1960
- Guld: 2 – kajak, sejlsport
- Sølv: 3 – fodbold, sejlsport (2)
- Bronze: 1 – kajak

## Boksning
Den olympiske bokseturnering blev afviklet fra den 25. august til den 5. september i Palazzo dello Sport. Turneringen blev en stor succes for de italienske boksere, og Italien blev bedste nation med 3 guld, 3 sølv og 1 bronze, foran USA med 3 guld og 1 bronze og Polen med 1 guld, 3 sølv og 3 bronze. 
Den lokale favorit var weltervægteren Giovanni (Nino) Benvenuti, der aldrig havde tabt en boksekamp. Benvenuti nåede finalen, hvor han besejrede Radonyak, USSR og vandt guld. Han modtog endvidere Val Barker trofæet i anerkendelse som legenes mest ”outstanding and stylistic” bokser. Benvenuti opnåede 120 amatørkampe uden nederlag og blev siden professionel, hvor han vandt VM-titlen i letmellemvægt og mellemvægt.
I letsværvægt deltog den kun 18-årige amerikanske mester Cassius Clay, der med sin usædvanlige hurtighed og kun 5 nederlag i sine 96 amatørkampe var blandt favoritterne. En anden favorit i klassen var den langt mere erfarne 25-årige polak Zbigniew Pietrzykowski. Pietrzykowski havde ved det foregående Sommer-OL 1956 vundet bronze, og var tredobbelt europamester med sejre ved EM i 1955, 1957 og i 1959. Clay og Pietrzykowski vandt begge sikre sejre på vejen til finalen, hvor Clay efter en hård dyst vandt en 5-0 sejr og dermed guldmedaljen. Clay blev siden professionel mester i sværvægt, og Pietrzykowski vandt endnu et EM i 1963 og en olympisk medalje ved Sommer-OL 1964.
Sværvægttitlen gik til italieneren Francesco De Piccoli, der siden blev professionel med begrænset succes. 
Fra Danmark deltog Willy B. Andersen, (fluevægt), Børge Krogh (fjervægt), Benny Nielsen (weltervægt), Leif Hansen (letmellemvægt) og Acton Mikkelsen (mellemvægt). Alle tabte deres første kamp.

## Medaljetabel
Top 10
| Placering | Land                          | Guld | Sølv | Bronze | Total |
| --------- | ----------------------------- | ---- | ---- | ------ | ----- |
| 1         | Sovjetunionen (URS)           | 43   | 29   | 31     | 103   |
| 2         | USA (USA)                     | 34   | 21   | 16     | 71    |
| 3         | Italien (ITA)                 | 13   | 10   | 13     | 36    |
| 4         | Tysklands forenede hold (EUA) | 12   | 19   | 11     | 42    |
| 5         | Australien (AUS)              | 8    | 8    | 6      | 22    |
| 6         | Tyrkiet (TUR)                 | 7    | 2    | 0      | 9     |
| 7         | Ungarn (HUN)                  | 6    | 8    | 7      | 21    |
| 8         | Japan (JPN)                   | 4    | 7    | 7      | 18    |
| 9         | Polen (POL)                   | 4    | 6    | 11     | 21    |
| 10        | Tjekkoslovakiet (TCH)         | 3    | 2    | 3      | 8     |

- Wikimedia Commons har flere filer relateret til Sommer-OL 1960

| Sport | Spire Denne artikel om sport er en spire som bør udbygges. Du er velkommen til at hjælpe Wikipedia ved at udvide den. |